# Liste der Straßen und Plätze in Berlin-Baumschulenweg

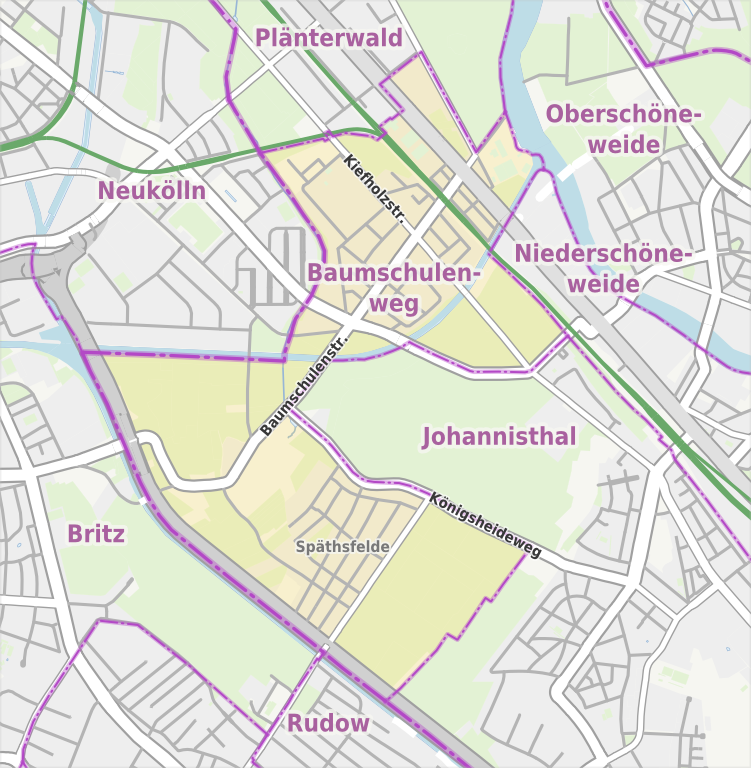
Übersichtskarte von Berlin-Baumschulenweg

Die Liste der Straßen und Plätze in Berlin-Baumschulenweg beschreibt das Straßensystem im Berliner Ortsteil Baumschulenweg mit den entsprechenden historischen Bezügen. Gleichzeitig ist diese Zusammenstellung ein Teil der Listen aller Berliner Straßen und Plätze. Seit dem Groß-Berlin-Gesetz 1920 gehört Baumschulenweg offiziell zu Berlin.

## Überblick
Baumschulenweg hat 19.258 Einwohner (Stand: 31. Dezember 2023) und umfasst den Postleitzahlenbereich 12437. Die 52 amtlich gewidmeten Straßen haben eine Gesamtlänge von 27,9 Kilometer, dabei gehören 13 Straßen nur teilweise zum Ortsteil.

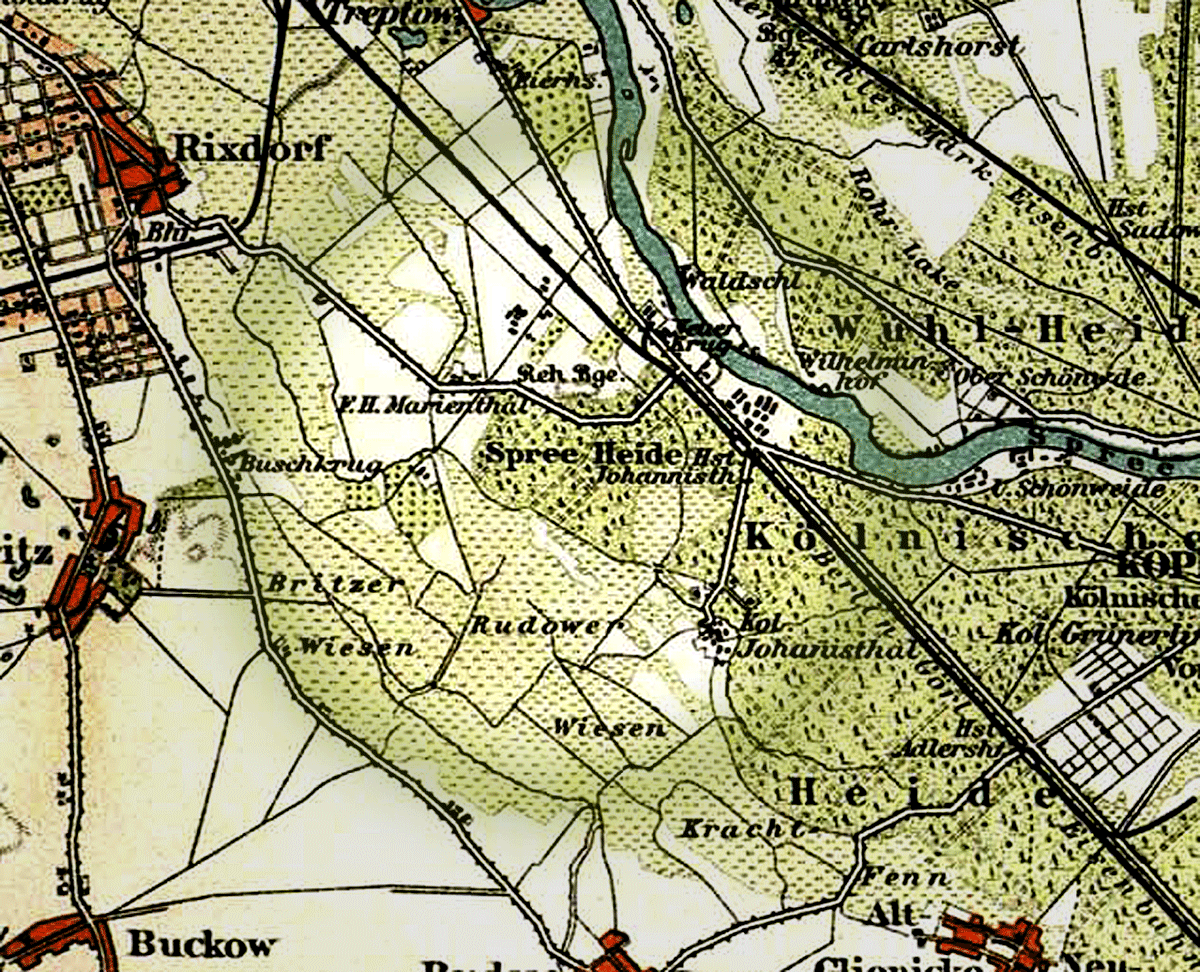
Die Gegend von Baumschulenweg (Meyers, 1894) zwischen „Neuem Krug“ und Britzer Wiesen, Rixdorf und Kolonie Johannisthal

Die Baumschulenstraße als Verbindung zwischen der von Franz Späth 1865 gegründeten Baumschule mit Späth-Arboretum und der Ablage an der Spree und mit dem Bahnhof Baumschulenweg an der Görlitzer Bahn war bedeutsam für die Herausbildung des Ortsteils. Durchfahrtsstraßen vor 1900 waren die Neue Krugallee (im Norden) und die Rixdorf-Canner Kreischaussee (im Süden). Bis zur Errichtung der Anschlussstelle Späthstraße an der Bundesautobahn 113 war der Berliner Ring von der Baumschulenstraße nur über die Köpenicker Landstraße als Teil der Bundesstraße 96a erreichbar. Seitdem besteht über diese Anschlussstelle eine direkte Autobahnverbindung zur Berliner Stadtautobahn (2004) und zur A 113 (2008). Querverbindungen mit Hauptstraßenfunktion durch den Ortsteil sind von der Innenstadt nach Schöneweide die B 96a (Köpenicker Landstraße), die Kiefholzstraße (Kreuzberg/Treptow–Johannisthal), der Straßenzug Sonnenallee/Südostallee (Neukölln–Karlshorst und Schöneweide) und der Königsheideweg zur Johannisthaler Chaussee und zum Sterndamm. Östlich des Späthschen Arboretums wurden 1936 Straßen für die Siedlung Späthsfelde benannt, als diese Ortslage noch zu Britz im Bezirk Neukölln gehörte.
Die ersten Straßen wurden in Nähe des Bahnhofs durch Grundstücksgesellschaften angelegt, östlich der Baumschulenstraße ab 1904 durch Glanz und Scheibler. Westlich der Baumschulenstraße war die Berliner Baugesellschaft tätig. 1929 und 1930 wurden beidseits der Baumschulenstraße mehrere Straßen nach vormals deutschen (meist zweisprachigen) Orten benannt, die im Ergebnis des Ersten Weltkriegs nach dem Versailler Vertrag und einer Volksabstimmung unter alliierter Kontrolle im Jahre 1920/1921 zur Republik Polen kamen. In den 1960er Jahren erfolgte der Wohnungsbau mit Verkürzungen und Umlegungen entlang der Kiefholzstraße bis an die (damals schon befestigte) Grenze zu West-Berlin. Verblieben sind die Siedlungsflächen im Süden des Ortsteils, die vor dem Bau des Teltowkanals feuchte Niederungsflächen waren (siehe dazu die Karte aus Meyers Konversations-Lexikon von 1894). Obwohl zumeist noch Kleingartenanlagen, erfolgt auch hier die Bebauung mit Eigenheimen. Seit der Wende gab es Straßenerweiterungen und Neubenennungen wie Sperlings- und Ligusterweg. Die bislang letzte Änderung eines Straßennamens erfolgte am 13. August 2010 mit der Umbenennung der Britzer Allee in Chris-Gueffroy-Allee, dem letzten Opfer an der Berliner Mauer.

## Übersicht der Straßen und Plätze
Die nachfolgende Tabelle gibt eine Übersicht über die vorhandenen Straßen und Plätze im Ortsteil sowie einige dazugehörige Informationen.
- Name/Lage: aktuelle Bezeichnung der Straße oder des Platzes. Über den Link Lage kann die Straße oder der Platz auf verschiedenen Kartendiensten angezeigt werden. Die Geoposition gibt die Lage der ungefähren Mitte der Straßenlänge an.
- Im amtlichen Straßenverzeichnis nicht aufgeführte Verkehrswege sind mit * gekennzeichnet.
- Ehemalige oder nicht mehr gültige Straßennamen sind kursiv gesetzt. Für bedeutende ehemalige Straßen oder historische Straßennamen ist gegebenenfalls eine gesonderte Liste vorhanden.
- Länge/Maße in Metern:
Die in der Übersicht enthaltenen Längenangaben sind  gerundete Übersichtswerte, die in Google Earth mit dem dortigen Maßstab ermittelt wurden. Sie dienen Vergleichszwecken und werden, sofern amtliche Werte bekannt sind, ausgetauscht und gesondert gekennzeichnet.
Bei Plätzen sind die Maße in der Form a × b für rechteckige Anlagen und für (ungefähr) dreieckige Anlagen als a × b × c mit a als längster Seite angegeben.
Sofern die Straße auch in benachbarte Ortsteile weiterführt, gibt der Zusatz ‚im Ortsteil‘ an, wie lang der Straßenabschnitt innerhalb des Ortsteils dieses Artikels ist.
- Namensherkunft: Ursprung oder Bezug des Namens.
- Anmerkungen: weitere Informationen über anliegende Baudenkmale oder Institutionen, die Geschichte der Straße und historische Bezeichnungen.
- Bild: Foto der Straße oder eines anliegenden Objektes.

| Name/Lage                      | Länge/Maße (in Metern) | Namensherkunft | Datum der Benennung | Anmerkungen | Bild |
| ------------------------------ | ---------------------- | --- | ------------------- | --- | --- |
| Agavensteig (Lage)             | 0950                   | Agave, Gattung der Amaryllisgewächse | 24. Sep. 1936       | Bis 1938 gehörte der Steig zu Britz, er liegt zwischen Alpenrosenweg und der Autobahn 113 und gehört zur Siedlung und Ortslage Späthsfelde. | Agavensteig |
| Alpenrosenweg (Lage)           | 0710                   | Alpenrose, Zierpflanze | 24. Sep. 1936       | Als Straße 90 eingerichtet gehörte er bis 1938 zu Britz. Am 25. Mai 1999 wurde der Alpenrosenweg verlängert und liegt seither zwischen Mahonienweg und Johannisthaler Chaussee. | Alpenrosenweg |
| Am Buckersberg (Lage)          | 0600                   | anliegende KGA „Buckersberg“ | 9. Aug. 1991        | Die Grundstücke 1–14 an der Grenze zu Johannisthal liegen auf der östlichen Seite des Fahrweges, an die andere Seite grenzen Kleingartenanlagen. Der Weg liegt zwischen der Autobahn 113 und dem Kleinbauersweg in der KGA ,Lindenthal’. | Am Buckersberg |
| An der Kirche (Lage)           | 0050 × 40              | Evangelische Kirche Zum Vaterhaus, erstes Gotteshaus in Treptow | 2. Mai 2011         | Der Platz ist nicht amtlich gewidmet und wurde zum 100-jährigen Jubiläum der Gemeinde Baumschulenweg mit einem Festakt eingeweiht. | Kirche Zum Vaterhaus |
| Aprikosensteig (Lage)          | 0520                   | Aprikose, Steinobstart | 24. Sep. 1936       | Der Weg in der Ortslage Späthsfelde liegt zwischen Johannisthaler Chaussee und Thujaweg. | Aprikosensteig |
| Baumschulenstraße (Lage)       | 1920                   | Späthsche Baumschule | 1890                | Sie liegt zwischen Königsheideweg und Kiehnwerderallee am Spreeufer an der Anlegestelle der Fähre F11. Die Grundstücke 56–60 (Ostseite) gehören zu Johannisthal, die Westseite zwischen Neuer Krugallee und dem Spreeufer gehört zu Plänterwald. Die Straße wurde seit 1842 als Ablageweg bezeichnet, er führte durch die Cöllnische Heide zur „südlichen Spreeablage“. Mit der Baumschule von Späth kam der Name Baumschulenweg auf, der für die Ortslage und bei der Einrichtung der Haltestelle Baumschulenweg genutzt wurde. Mit der von Späth initiierten Pflasterung wurde aus dem Weg die Baumschulen‚straße’. Baudenkmale: Siedlungsgesamtanlage Baumschulenstraße, Rodelbergweg, Köpenicker Landstraße nördlich der Bahnstrecke sowie Nr. 79–83 Evangelische Kirche Zum Vaterhaus und Höhere Mädchenschule 1910–1912 | Baumschulenstraße: Wasserspeier vor der Kirche, Entwurf: Rüdiger Roehl, Metallbildhauer und Kunstschmied                                             |
| Behringstraße (Lage)           | 0310                   | Emil von Behring (1854–1917), Bakteriologe und Serologe | 1894                | Die Straße liegt südlich des Bahnhofs Baumschulenweg und verläuft parallel zum Bahndamm zwischen Baumschulen- und Gondeker Straße. Sie wurde durch die gemeinnützige Berliner Baugenossenschaft angelegt und mit Ein- und Zweifamilienhäusern für kleine Beamte und Arbeiter bebaut. Die Reihenhäuser der Nummern 13–19 und 38–48 wurden ab 1893 bis 1896 vom Entwurfsbüro der Berliner Baugenossenschaft (Gabriel Wohlgemuth, Helbig, Syring) erstellt und stehen unter Denkmalschutz. Gleiches gilt für das Haus mit der Nummer 5, ein Mietshaus von Emil Grosser (1897–1898). Die gesamte Siedlung ist als Baudenkmalsanlage ausgewiesen. | Behringstraße 5 |
| Berberitzenweg (Lage)          | 0850                   | Berberitze, Sauerdorngewächs | 24. Sep. 1936       | Zunächst als Straße 93 (noch zu Britz gehörend) bezeichnet liegt er zwischen Alpenrosenweg und der Autobahn 113. Er gehört wie der Agavensteig zur Siedlung und Ortslage Späthsfelde. | Berberitzenweg |
| Bodelschwinghstraße (Lage)     | 0130                   | Friedrich von Bodelschwingh (1831–1910), evangelischer Theologe, Abgeordneter des preußischen Landtags | 18. Okt. 1910       | Ursprünglich als Straße 6 bezeichnet liegt sie zwischen Rinkart- und Mörikestraße. 1910/11 wurde nach Entwürfen von Heinrich Reinhardt und Georg Süßenguth die erste gemeindeeigene evangelische „Kirche zum Vaterhaus“ und das anschließende Pfarr- und Gemeindehaus gebaut. Die Bodelschwinghstraße schließt sich westwärts an und wurde auf Initiative der Kirchengemeinde benannt. | Ecke Bodelschwingh-/Rinkartstraße |
| Chris-Gueffroy-Allee (Lage)    | 1090                   | Chris Gueffroy (1968–1989), letztes Maueropfer | 13. Aug. 2010       | Am 29. Januar 1842 wurde der Weg nach Britz in Britzer Allee benannt. Zum 49. Jahrestag des Mauerbaus wurde sie zunächst im Ortsteil Baumschulenweg nach dem Maueropfer Chris Gueffroy umbenannt; am 3. September 2010 auch im Neuköllner Teil. Die Grundstücke 11–52 liegen im Ortsteil zwischen Späthstraße und der Britzer-Allee-Brücke. An der Straße liegen Kleingärten, sie geht am Südufer des Britzer Verbindungskanals nach Neukölln über. | Stele für das Maueropfer Chris Gueffroy |
| Dornbrunner Straße (Lage)      | 0310                   | Dornbrunn, Ort in der früheren Provinz Posen, Regierungsbezirk Bromberg, Kreis Wongrowitz, heute Dabrowa, Woiwodschaft Wielkopolskie, Kreis Wagrowiec | 17. Mai 1930        | Als Straße 54 eingerichtet liegt sie zwischen Heidemühler Weg und Hallberger Zeile und verläuft dort als Einbahnstraße. | Dornbrunner Straße |
| Eichbuschallee (Lage)          | 0280 (im Ortsteil)     | in der Nähe lag der Eichbusch | 29. Jan. 1842       | Ein bestehender Gestellweg, d. h. eine durch die Cöllnische Heide gehauene Schneise zur Abtrennung der Forste wurde nach deren Abholzung (1829–1840) entlang des Eichbusches angelegt und im Zusammenhang mit einer königlichen Kabinettsorder benannt. Die Grundstücke 1–15 (ungerade) am östlichen Straßenrand zwischen Köpenicker Landstraße und Neuer Krugallee gehören zu Baumschulenweg. Die Straße setzt sich im Ortsteil Plänterwald fort. | Eichbuschallee |
| Ekkehardstraße (Lage)          | 0200                   | Ekkehard IV. (um 980–nach 1057), Mönch in St. Gallen, Dichter und Chronist | 8. Okt. 1909        | Als Straße 24 eingerichtet liegt sie zwischen Baumschulen- und Mosischstraße. Der westliche Teil ist bebaut, am östlichen Rand befindet sich der Bahndamm der Görlitzer Bahn. | Ekkehardstraße |
| Ernststraße (Lage)             | 0190                   | Unterförster Ernst, einer der beiden Magistratsförstern, die die Abholzung der Cöllnschen Heide beaufsichtigten und erster Bewohner der 1794 erbauten Forsthauses | 1894                | Die Straße liegt zwischen Baumschulen- und Marientaler Straße, sie wurde 1894 von der Berliner Baugenossenschaft angelegt. Das Mietshaus Nr. 5 von Bruno Möhring aus dem Jahre 1895 steht unter Denkmalschutz. | Ernststraße 5 |
| Eschenbachstraße (Lage)        | 0120                   | Wolfram von Eschenbach (um 1170/80–um 1220), Dichter | 19. Okt. 1906       | Als Straße 23a eingerichtet liegt sie zwischen Baumschulen- und Trojanstraße und verläuft dort als Einbahnstraße. | Eschenbachstraße |
| Forsthausallee (Lage)          | 0310 (im Ortsteil)     | erstes Forsthaus des späteren Baumschulenwegs von 1794 | 13. Mai 1930        | Im Ortsteil liegen die Grundstücke 1 (ungerade) und 2–36 (gerade) zwischen dem Ostufer des Heidkampgrabens und der Baumschulenstraße. Der Neuköllner Abschnitt als Teilstück der Rixdorfer-Canner-Kreischaussee wurde mit der königlichen Order vom 29. Januar 1842 benannt und noch 1930 ausgewiesen, ist aber heute überbaut. Der Treptower Teil wurde 1930 einbezogen. Der im Ortsteil östlich der Baumschulenstraße gelegene Teil der Forsthausallee bis zur Rixdorfer Straße wurde am 20. Oktober 1932 zusammen mit der damaligen (Johannisthaler) Kaiserstraße und dem westlich der Kaiserstraße liegenden Teil der Rixdorfer Straße in Südostallee umbenannt. | Forsthausallee |
| Frauenlobstraße (Lage)         | 0660                   | Heinrich von Meißen, genannt Frauenlob (1250/1260–1318), Dichter | 19. Okt. 1906       | Als Straße 7 eingerichtet wurde 1929 die Straße 55 einbezogen (und damit wesentlich verlängert), sie liegt zwischen Heidekampweg und Radenzer Straße. | Frauenlobstraße |
| Glanzstraße (Lage)             | 0370                   | Ernst Glanz (1843–1918), Chemiker und Grundstücksbesitzer, der nach dem Tode Scheiblers 1899 mit dessen Sohn Franz Scheibler einen Bebauungsplan für das Gebiet zwischen der S-Bahn-Linie, dem Teltowkanal und der Baumschulenstraße aufstellte                                                       | 10. Feb. 1905       | Als Straße 22 eingerichtet liegt sie entlang der Bahnstrecke zwischen Baumschulenstraße und Güldenhofer Ufer. Glanz hatte zusammen mit Scheibler Grundstücke erworben und um 1900 den Bebauungsplan für Baumschulenweg Ost aufgestellt. Anlage und Bebauung begannen 1904. Die Nordostseite mit Altbausubstanz und altem Baumbestand befindet sich gegenüber der Bahntrasse. | Glanzstraße: Südseite des S-Bahnhofs |
| Gondeker Straße (Lage)         | 0190                   | Gondek, Ort (heute: Gądki) in der früheren Provinz Posen, Polen | 9. Aug. 1929        | Als Straße 67 eingerichtet liegt sie zwischen Behring- und Kiefholzstraße. | Gondeker Straße |
| Güldenhofer Ufer (Lage)        | 0160                   | Güldenhof, Ort in der früheren Provinz Posen, Polen | 9. Aug. 1929        | Als Straße C eingerichtet liegt sie zwischen Köpenicker Land- und Glanzstraße am Westufer des Britzer Verbindungskanals. Die Siedlung Güldenhofer Ufer 8–12 wurde 1929 und 1930 von Wilhelm Oehme und A.E. Schneider errichtet und steht unter Denkmalschutz. | Güldenhofer Ufer 12 |
| Hallberger Zeile (Lage)        | 0130                   | Hallberg, Ort in der früheren Provinz Posen, Kreis Obernick, Polen, heute Ciążyń, Woiwodschaft Wielkopolskie, Kreis Czarnkowsko-Trzcianecki | 17. Mai 1930        | Als Straße 59 eingerichtet liegt sie zwischen Dornbrunner und Radenzer Straße. | Hallberger Zeile |
| Hänselstraße (Lage)            | 0410 (im Ortsteil)     | Hänsel, Gestalt aus Grimms Märchen Hänsel und Gretel | 14. Juli 1961       | Auf Neuköllner Gebiet als Straße 32 eingerichtet wurde sie 1928 angelegt. Eine Verlängerung in Baumschulenweg wurde durch Wohnungsneubau im Gebiet Kiefholzstraße / Heidekampweg angelegt. Durch den Mauerbau wurde der vorgesehene Verlauf unterbrochen. Nach 1990 kreuzt ein Fuß- und Radweg zwischen beiden Teilstücken den Mauerweg. Im Ortsteil liegt die Straße zwischen Kiefholzstraße und Heidekampweg. | Hänselstraße |
| Heidekampweg (Lage)            | 0420                   | östlich vom Heidekampgraben | nach 1880           | Der Weg liegt zwischen Sonnenallee und Hänselstraße. Er wurde um 1850 zwischen der Baumschulenstraße und der Kiefholzstraße als Separationsweg XI angelegt. 1934 wurde die Alwin-Gerisch-Straße einbezogen. 1961 wurde der Heidekampweg zwischen Kiefholz- und Frauenlobstraße aufgehoben und in Richtung der damals stillgelegten S-Bahn-Trasse Baumschulenweg-Neukölln verschwenkt. in den 1960er Jahren entstand in diesem Abschnitt ein neues Wohnviertel. | Heidekampweg |
| Heidemühler Weg (Lage)         | 0230                   | Heidemühl, Ort der früheren Provinz Westpreußen, heute Borowy Młyn im Kreis Chojnice, Polen | 25. Aug. 1939       | Sie liegt zwischen Radenzer und Dornbrunner Straße. Als Straße 49 eingerichtet wurde sie bereits 1929 als Brahnauer Straße angelegt. Dies erfolgte gemeinsam mit benachbarten Straßen, die nach deutschen Orten benannt wurden, die durch das Versailler Abkommen zu Polen gekommen waren. | Heidemühler Weg |
| Hohenbirker Weg (Lage)         | 0120                   | Hohenbirken, Ort in der früheren Provinz Schlesien/Oberschlesien, heute eingemeindet als Racibórz-Brzezie, Teil der Kreisstadt Racibórz | 20. März 1929       | Die Straße wurde auf der Freifläche XIII angelegt und liegt zwischen Kiefholzstraße und Heidemühler Weg. | Hohenbirker Weg |
| Johannisthaler Chaussee (Lage) | 1160 (im Ortsteil)     | Johannisthal, südöstlicher Nachbarort | 1929                | Im Ortsteil liegt sie südlich der Königsheide zwischen Königsheideweg und dem Nordufer des Teltowkanals an der Fanny-Zobel-Brücke mit den Grundstücken 3–85 (ungerade) und 4–102 (gerade). Die Johannisthaler Chaussee wurde schon vor 1911 zwischen Buckow und der Rudower Straße so benannt. Die Fortsetzung bis in den Bezirk Treptow erfolgte 1929. | Johannisthaler Chaussee · Johannisthaler Chaussee in Baumschulenweg an der Auffahrt Fanny-Zobel-Brücke über den Autobahnstadtring nahe Berlin-Rudow. |
| Kiefholzstraße (Lage)          | 1880 (im Ortsteil)     | vormals lag hier das Kiefholz, alte Bezeichnung für Kieferngehölz | 25. Nov. 1895       | Im Ortsteil liegen die Grundstücke 148–289 (fortlaufend) zwischen der S-Bahnüberführung und der Rixdorfer Straße. Die Straße war schon im Bebauungsplan für Berlin und Umgebung von 1830 vorgesehen und wurde am 29. Januar 1842 als Kiefholzweg benannt, sein Ausbau begann 1848. Mit der Befestigung erfolgte 1895 die Benennung als „Straße“. Hier befindet sich das Krematorium Berlin-Baumschulenweg, eine Feuerbestattungsanlage mit Sakralgebäude, welches von den Berliner Architekten Axel Schultes und Charlotte Frank entworfen wurde. Baudenkmal: Kiefholzstraße 274/275 In einer kleinen Grünanlage an der Ecke Hohenbirker Weg stand seit 1975 die Bronzeskulptur Der Schwimmer, von der Künstlerin Gertrud Classen im Jahr 1966 gefertigt. Die Figur wurde im Mai 2018 gestohlen. Sie tauchte nach intensiven polizeilichen Ermittlungen auf dem Hof eines Altmetall-Händlers auf, da war sie bereits in 10 Teile zersägt. Die Teile erhielt das Bezirksamt zurück und lagerte sie in einem Depot. Die Skulptur wurde restauriert und 2021 wieder aufgestellt                                                                                            | Kiefholzstraße: Skulptur von Fritz Cremer am Eingang zum Friedhof                                                                                    |
| Königsheideweg (Lage)          | 1750 (im Ortsteil)     | anliegende Königsheide | 20. Okt. 1932       | Im Ortsteil liegt sie zwischen Baumschulen-/Späthstraße und Ostweg an der KGA „Gemütliches Heim“, wobei die Königsheide am nördlichen Straßenrand zu Johannisthal gehört. Im Straßenzug der Johannisthaler Chaussee (um 1908 benannt) befand sich die historische Verbindung von Berlin nach Johannisthal, die später auch Teil der Kreisstraße Rixdorf–Johannisthal wurde. Der Königsheideweg wurde 1932 aus dem (bis 1938 zu Britz gehörenden) Teil der Johannisthaler Chaussee ab Baumschulenstraße und in Johannisthal liegenden Straßen (Stubenrauch- und Parkstraße) gebildet. | Königsheideweg |
| Köpenicker Landstraße (Lage)   | 0760 (im Ortsteil)     | Verbindungsweg von Berlin zur damals selbstständigen Stadt Köpenick | um 1896             | Der Köpenicker Weg wird seit 1842 erwähnt. Zur Gewerbeausstellung 1896 übernahm Berlin die Befestigung, Instandsetzung und Chaussierung. Im Ortsteil liegt die Straße zwischen Eichbuschallee und der Marggraff-Brücke am Ostufer des Britzer Verbindungskanals mit den Grundstücken 153–277 (ungerade) und 186–276 (gerade). Die Straße setzt sich westwärts im Ortsteil Plänterwald fort. Gartendenkmal: Freiflächen im Vorgartenbereich der Köpenicker Landstraße 78–148. | Köpenicker Landstraße: Blick über die Marggraff-Brücke nach Oberschweineöde (1965)                                                                   |
| Lakegrund (Lage)               | 0190                   | Kannenlake, vormalige dortige moorige Stelle; in einer Forstkarte von 1793 erscheint die Straße als Kannenlake | 4. Apr. 1934        | Er liegt zwischen Köpenicker Landstraße und Neuer Krugallee und ist ein Fußweg in einem 40 Meter breiten Grünstreifen mit beiderseitiger Bebauung mit Mehrfamilienhäusern. Er ist nicht im (amtlichen) LOR-System aufgenommen und namensgebend für die hiesige Kleingartenanlage. | Lakegrund |
| Ligusterweg (Lage)             | 1130                   | Liguster, Zierstrauch | 1. Okt. 1996        | Als Straße 19 eingerichtet wurde er nichtamtlich als Interessentweg bezeichnet; vorgesehen war eine Benennung als Elisabeth-Schiemann-Straße. Er liegt zwischen Späthstraße und Johannisthaler Chaussee. | Ligusterweg |
| Ludwig-Klapp-Straße (Lage)     | 0180                   | Ludwig Klapp (1865–1921), Kommunalpolitiker und Landvermesser, Vorsitzender des „Treptower Kommunalvereins“, wurde als Mitglied der Treptower Gemeindevertretung bei der Bildung von Groß-Berlin 1920 auch Stadtverordneter in Berlin                                                                 | 9. Nov. 1926        | Als Straße 61 eingerichtet wurde sie zunächst zwischen Görlitzer Bahn und Kiefholzstraße angelegt. Durch Bebauungen in den 1950er Jahren liegt sie nunmehr als abwinkelnde Stichstraße südlich der Ekkardstraße. | Ludwig-Klapp-Straße.jpg |
| Mahonienweg (Lage)             | 0560                   | Mahonie, Zierstrauch | 24. Sep. 1936       | Als Straße 91 eingerichtet gehörte die Straße in der Siedlung Späthsfelde bis 1938 noch zu Britz. Er lag zwischen Johannisthaler Chaussee und Thujaweg und wurde am 25. Mai 1999 bei einer weiteren Bebauung - nach Norden abbiegend – bis zum Königsheideweg verlängert. | Mahonienweg |
| Marientaler Straße (Lage)      | 0200                   | Mariental, ehemaliges Gut am südwestlichen Ende von Baumschulenweg (vormals zu Britz gehörend) | 1896                | Die Straße zwischen Bahnstrecke und Kiefholzstraße wurde 1894 von der sich an Schulze-Delitzsch orientierenden Berliner Baugenossenschaft angelegt. Im selben Jahr wurde mit der Bebauung begonnen. Das Gut Mariental ist um 1840 nach Abholzung der Köllnischen Heide aus dem vormaligen Forsthaus entstanden und gehörte zu Rixdorf. | Marientaler Straße |
| Mörikestraße (Lage)            | 0340                   | Eduard Mörike (1804–1875), Lyriker, Erzähler und Übersetzer | 9. Sep. 1904        | Als Straße 12 eingerichtet wurde sie anfangs bis zur Wohlgemuthstraße angelegt. Durch die Überbauung in den 1960er Jahren liegt sie nur noch zwischen Kiefholz- und Frauenlobstraße. | Mörikestraße |
| Mosischstraße (Lage)           | 0240                   | Eduard Mosisch (1814–1884), Kunstgärtner und erster Gemeindevorsteher von Treptow bzw. ab 1784 erster Amtsvorsteher, 1880 trat er zu Gunsten seines Sohnes Richard zurück, Kommunalpolitiker | 28. Okt. 1899       | Die Straße liegt zwischen Kiefholz- und Ekkehardstraße. Als Straße 16 eingerichtet wurde sie zwischen Görlitzer Bahn und Heidekampweg angelegt. Durch die Bebauung um 1960 wurde das südliche Teilstück aufgehoben. In Anerkennung der Verdienste der beiden ersten Treptower Bürgermeister wurde auf Beschluss der Treptower Gemeindevertreter die Mosischstraße 1899 benannt. | Mosischstraße |
| Neue Krugallee (Lage)          | 0990 (im Ortsteil)     | Gasthaus „Neuer Krug“ nahe Schöneweide lag an dieser Chaussee | 29. Jan. 1842       | Im Ortsteil liegt sie zwischen Eichbuschallee und Rodelbergweg. Der Plänterwald am nördlichen Straßenrand gehört zum gleichnamigen Ortsteil. Der „Neue Krug“ war vormals der letzte Haltepunkt der Postverbindung von Schlesien nach Berlin vor dem Erreichen der Stadt. Die Straße war schon vor 1842 in einem Plan vorgesehen und teilweise als Zugangsstraße zur Ablage am Spreeufer vorhanden. | Neue Krugallee |
| Neue Späthstraße (Lage)        | 0500 (im Ortsteil)     | Franz Späth (1839–1913), Gärtner und Botaniker | 1. Aug. 2004        | Im Ortsteil liegt sie zwischen Späthstraße und dem Nordufer des Teltowkanals. Nach dem Bau der Bundesautobahn 113 mit der Anschlussstelle Späthstraße war die alte (jetzt stillgelegte) Späthstraßenbrücke nach Britz dem Verkehr nicht mehr gewachsen. Mit der Fertigstellung der neuen Brücke über Teltowkanal und Autobahn wurde eine neue Straßenführung erforderlich, woraus die Namensgebung sich erschließt. | Neue Späthstraße |
| Radenzer Straße (Lage)         | 0430                   | Radenz, Ort in der früheren Provinz Posen, Polen | 17. Mai 1930        | Als Straße 50 angelegt liegt die Straße zwischen Heidemühler Weg und Südostallee. | Radenzer Straße |
| Rinkartstraße (Lage)           | 0400                   | Martin Rinkart (1586–1649), Theologe, Lieddichter. | 18. Okt. 1910       | Als Straße 9 eingerichtet liegt sie zwischen Kiefholzstraße und Heidekampweg. An der Ecke Rinkart-/Bodelschwinghstraße befindet sich eine Bronzeskulptur von Karl-Heinz Schamal mit dem Titel „Der Gärtner“ (1962/1966). | Rinkartstraße 13 Schamal Gärtner |
| Rixdorfer Straße (Lage)        | 0500 (im Ortsteil)     | Rixdorf, nördlicher Nachbarort | um 1900             | Im Ortsteil liegt sie zwischen Kiefholzstraße und Südseite der Brücke über die Görlitzer Bahn. Sie war Teil der alten Wegverbindung zwischen Rixdorf und Köpenick sowie Königs Wusterhausen. Um 1910 wurde ein Teil der Rixdorf-Canner-Kreischaussee einbezogen, so führte sie von der heutigen Schnellerstraße zum Teltowkanal. Am 20. Oktober 1932 wurde ein Teil der Rixdorfer Straße in die Südostallee einbezogen. | Rixdorfer Straße |
| Rodelbergweg (Lage)            | 0250                   | Zwischen 1923 und 1929 wurde der Rodelberg als besondere Attraktion für Berlin angelegt | 4. Apr. 1934        | Er liegt zwischen Glanzstraße und Neuer Krugallee. Als Straße 4 eingerichtet wurde 1905 die Cecilienstraße zwischen dem Bahndamm an der Glanzstraße und der Köpenicker Landstraße angelegt. 1931 wurde die Straße 95 einbezogen und als Braunweg benannt, der 1934 in Rodelbergweg umbenannt wurde. | Rodelbergweg |
| Scheiblerstraße (Lage)         | 0360                   | Carl Scheibler (1827–1899), Chemiker und Förderer der deutschen Zuckerindustrie. Scheibler erwarb 1852 mehrere Grundstücke in Baumschulenweg, um dort eine Zuckerfabrik zu errichten, die jedoch nicht realisiert wurde.                                                                              | 10. Feb. 1905       | Als Straße 23 eingerichtet liegt die Wohnstraße mit altem Baumbestand zwischen Baumschulenstraße und Güldenhofer Ufer. Scheibler hatte zusammen mit Glanz Grundstücke erworben und um 1900 den Bebauungsplan für Baumschulenweg Ost aufgestellt. Sie begannen 1904 mit der Anlage und Bebauung. Das Haus Ecke Scheiblerstraße 6 / Rodelbergweg 10 wurde 1910 und 1911 von C. Kaun & G. Krajewski erbaut und steht unter Denkmalschutz. | Scheiblerstraße 6 |
| Schöntaler Weg (Lage)          | 0120                   | Schöntal, Ort in der früheren Provinz Westpreußen, heute Dusocin, Woiwodschaft Kujawien-Pommern, Polen | 20. März 1929       | Als Straße 213 eingerichtet liegt er als Stichstraße nördlich der Mosischstraße. Der geplante Verlauf zur Kiefholzstraße wurde nicht umgesetzt; hier liegt die Kleingartenanlage „Zur Linde“. | Schöntaler Weg |
| Schraderstraße (Lage)          | 0210                   | Karl Schrader (1834–1913), Politiker, Mitbegründer der Bbg Berliner Baugenossenschaft | 9. Sep. 1904        | Als Straße 10 eingerichtet liegt sie zwischen Baumschulenstraße und Heidekampweg, über den sie sich als Sackgasse fortsetzt. | Schraderstraße |
| Sonnenallee (Lage)             | 0290 (im Ortsteil)     | Sonne | 16. Aug. 1928       | Im Ortsteil liegen die Grundstücke 372–416 zwischen dem Ostufer des Heidekampgrabens und der Baumschulenstraße, der größere Teil liegt in Neukölln. Die Kaiser-Friedrich-Straße in Neukölln wurde 1920 in Sonnenallee umbenannt. 1928 wurde die als Straße 85 eingerichtete Verlängerung bis Baumschulenweg einbezogen. Am 11. Mai 1938 wurde der Straßenzug unter Einbeziehung der verbliebenen Kaiser-Friedrich-Straße in Braunauer Straße umbenannt. Die Straße wurde am 31. Juli 1947 wieder in Sonnenallee rückbenannt. Zwischen Baumschulenweg und Neukölln befand sich 1961 bis 1990 der Grenzübergang Sonnenallee zwischen Ost- und West-Berlin. Im Adressbuch 1943 ist die Braunauer Straße im Ortsteil Treptow (Baumschulenweg ist nicht getrennt als Ortsteil benannt) mit den Grundstücken 371–399 (ungerade, linksseitig) und 372–402 (gerade, rechtsseitig) aufgenommen. Außer der Tankstelle Braunauer Straße 400 (Eigentümer: Deutsch=Amerikan. Petroleum=Ges., Tankwart A. Wasikowski) und für 399 „geh. zu Baumschulenstr. 65 n. Heidekampweg 1“ sind die anderen Grundstücke mit ‚Baustelle‘ benannt.                                                | Sonnenallee: Blick vom Heidekampgraben nach Baumschulenweg                                                                                           |
| Späthsfelder Weg (Lage)        | 0940                   | führt durch die Siedlung Späthsfelde | 24. Sep. 1936       | Als Straße 94 eingerichtet liegt er zwischen Königsheideweg und der Bundesautobahn 113. Das Gelände wurde 1932 parzelliert. | Späthsfelder Weg |
| Späthstraße (Lage)             | 0760 (im Ortsteil)     | Franz Späth (1839–1913), Besitzer der seinerzeit weltgrößten Baumschule mit Gärtnerei und Kommunalpolitiker | 3. Aug. 1903        | Als Straße 12 eingerichtet wurde sie um 1864 angelegt und 1903 mit dem südlich anschließenden Teil der Britzer Allee benannt. Die gesamte Lage Späthsfelde gehörte zu dieser Zeit noch zur Gemarkung Britz und wurde 1938 östlich des 1908 fertiggestellten Teltowkanals dem Bezirk Treptow und dem Ortsteil Baumschulenweg zugeordnet. In Baumschulenweg liegt die Straße zwischen dem Ufer des Teltowkanals und dem Königsheideweg. Die gesamte Anlage und Einzelobjekte der Späth’schen Baumschulen sowie des angeschlossenen und für Besucher während der Sommermonate geöffnete Späth-Arboretums sind als Baudenkmal ausgewiesen. | Späthstraße: Späth'sches Herrenhaus (ließ 1874 Franz Späth errichten) auf dem Arboretumsgelände, seit 1961 Teil der HU                               |
| Sperlingsweg (Lage)            | 0550                   | Sperling, Singvogel | 1. Sep. 1999        | Der unbefestigte, teils betonierte schmale Fahrweg verläuft parallel zur Bundesautobahn 113 zwischen Späthstraße und Kleingartengelände und dann im Bogen zum Ligusterweg. | Sperlingsweg |
| Stormstraße (Lage)             | 0130                   | Theodor Storm (1817–1888), Schriftsteller und Lyriker | 19. Okt. 1906       | Als Straße 22a eingerichtet liegt sie am Bahndamm der Görlitzer Bahn zwischen Baumschulen- und Trojanstraße. | Stromstraße |
| Straße 16 (Lage)               | 0140                   | nicht gewidmete, nummerierte Straße in der Kleingartenanlage | vor 1912            | Die Straße 16 ist eine kurze und schmale Erschließungsstraße, die am Mauerweg endet. Die Straßen 4, 7, 11, 16, 17, 19, 20 und 21 sind nicht gewidmete Privatstraßen in den Kleingartenanlagen „Siedlung Daheim“ (Postleitzahl 12437) und „Siedlung X“. Die Gärten im westlichen Bereich der Siedlung wurden beim Bau der A 113 teilweise beräumt. Diese Siedlung, auch „Kleingartenanlage Späthstraße“, mit den genannten Straßen liegt zwischen Teltowkanal, Britzer Verbindungskanal, Chris-Gueffroy-Allee und Späthstraße. Die Straße 16 erschließt die Kleingartenanlagen „Harmonie“ und „Holunderbusch“ und endete zu DDR-Zeiten direkt an der Grenze zu West-Berlin. Noch immer markieren zwei mächtige Betonblöcke den Übergang zum ehemaligen Todesstreifen am Britzer Verbindungskanal. Im Gegensatz zu den Kleingartenanlagen östlich der Späthstraße sind die hiesigen weder als Straße noch als KGA im Adressverzeichnis für die lebensweltlich orientierten Räume (PDF; 480 kB) aufgeführt, auch im Kleingartenentwicklungsplan Berlins bleiben sie unerwähnt. Das Gebiet gehörte bis zur Berliner Gebietsreform 1938 zum Bezirk Neukölln, Ortsteil Britz. | Straße 16 |
| Straße 17 (Lage)               | 0460                   | nicht gewidmete, nummerierte Straße in der Kleingartenanlage | vor 1912            | Die Straße beginnt im Westen an der Kreuzung Straße 16 / Straße 19 und führt im Osten bis zur Chris-Gueffroy-Allee. Sie erschließt somit gemeinsam mit der Straße 16 die Kleingartenanlage. | Straße 17 |
| Straße 19 (Lage)               | 0325                   | nicht gewidmete, nummerierte Straße in der Kleingartenanlage | vor 1912            | Die Straße 19 verlängert die Straße 16 an der Kreuzung mit der Straße 17 in südlicher Richtung und endet in einer Sackgasse. | Straße 19 |
| Straße 20 (Lage)               | 0155                   | nicht gewidmete, nummerierte Straße in der Kleingartenanlage | vor 1912            | Der Weg zweigt im südlichen Teil der Straße 19 ab und verläuft parallel zur Straße 2 in West-Ost-Richtung. | Straße 20 |
| Straße 21 (Lage)               | 0310                   | nicht gewidmete, nummerierte Straße in der Kleingartenanlage | vor 1912            | Die Straße zweigt von der Straße 17 ab und verläuft in südlicher Richtung. Dort trifft sie im rechten Winkel auf die Straße 20. | Straße 21 |
| Südostallee (Lage)             | 1140 (im Ortsteil)     | liegt im Südosten von Berlin | 20. Okt. 1932       | Im Ortsteil liegt sie zwischen Baumschulen- und Rixdorfer Straße mit den Grundstücken 2–4 (gerade) und 3–55 (ungerade). Der südliche Straßenrand östlich vom Britzer Zweigkanal mit Kleingartenanlagen und der Königsheide gehört zum Ortsteil Johannisthal. Bei der Benennung 1932 wurde die seit 1900 so benannte Johannisthaler Kaiserstraße (von 1910 bis 1920 Königschaussee) und der östlich der Baumschulenstraße liegende Teil der Forsthausallee zusammengefasst. Letztere gehörte zum Zeitpunkt der Benennung noch zum Bezirk Neukölln (Ortsteil Britz) und wurde von 1902 bis 1910 als Teil der Rixdorf-Canner-Kreischaussee geführt. Die Südostallee wird für die Anfahrt an das Kellergeschoss des Krematoriums Baumschulenweg genutzt. | Südostallee.jpg |
| Thujaweg (Lage)                | 0440                   | Thuja, Lebensbaum, Ziergewächs | 24. Sep. 1936       | Als Straße 95 eingerichtet gehörte er bei seiner Benennung in Späthsfelde noch zu Britz im Bezirk Neukölln. Der Weg liegt zwischen Alpenrosenweg und Aprikosensteig. | Thujaweg.jpg |
| Trojanstraße (Lage)            | 0170                   | Johannes Trojan (1837–1915), Schriftsteller | 19. Okt. 1906       | Als Straße 16 eingerichtet liegt sie zwischen Köpenicker Land- und Stormstraße. | Trojanstraße |
| Wohlgemuthstraße (Lage)        | 0330                   | Gabriel Wohlgemuth (1850–1898), Architekt, Vorstandsmitglied der bbg, auf dem Jüdischen Friedhof in Weißensee bestattet. Er erwarb mehrere Grundstücke in Baumschulenweg und wollte dort Häuser im Jugendstil errichten. Die Fertigstellung erlebte er auf Grund seines plötzlichen Todes nicht mehr. | 9. Sep. 1904        | Als Straße 13 eingerichtet liegt sie zwischen Baumschulenstraße und Heidekampweg, über den sie sich als Sackgasse fortsetzt. Die Berliner Baugenossenschaft bbg bebaute nach dem Tode Wohlgemuths ab 1904 das Gebiet westlich der Baumschulenstraße. Zwischen 1940 und 1947 war sie als Lauerzeile benannt. | Wohlgemuthstraße 18.jpg |

## Geplante und einstige Straßen

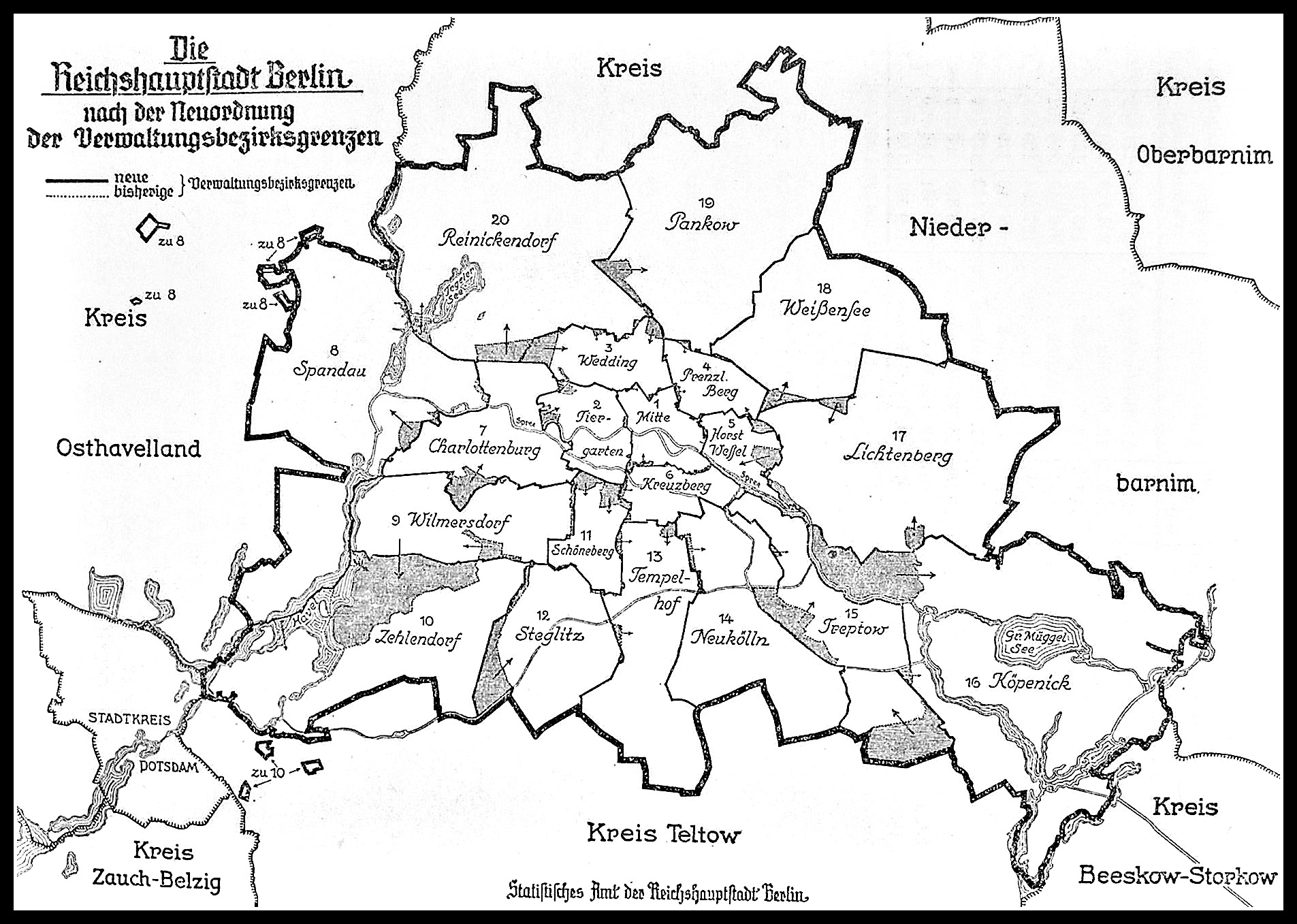
Änderung der Ortsteilgrenzen 1938

Im Adressbuch 1943 ist Baumschulenweg in den Ortsteil Treptow eingeschlossen.
| Name                            | von           | bis              | benannt in | Anmerkungen |
| ------------------------------- | ------------- | ---------------- | --- | --- |
| Ablageweg                       | 29. Jan. 1842 | um 1880          | – Baumschulenweg | Die Ablage war der Ankerplatz an der Spree vor Erreichen von Berlin. |
| Alwin-Gerisch-Straße            | 9. Nov. 1926  | 4. Apr. 1934     | → Heidekampweg | Alwin Gerisch (1857–1922), Vorsitzender der SPD, Reichstagsabgeordneter. Als Zusatzschild am Heidekampweg wurde am 8. August 2012 eine Tafel zum Gedenken an Alwin Gerisch angebracht. |
| Baumschulenweg                  | um 1890       | 4. März 1905     | → Baumschulenstraße | nach Späths Baumschule |
| Brahnauer Straße                | 9. Aug. 1929  | 25. Aug. 1939    | → Heidemühler Weg | Brahnau, Ort in der früheren Provinz Posen (Polen) |
| Braunauer Straße                | 11. Mai 1938  | 31. Juli 1947    | → Sonnenallee | Braunau am Inn, Bezirksstadt in Oberösterreich. |
| Braunweg                        | 23. Jan. 1931 | 4. Apr. 1934     | → Rodelbergweg | Lily Braun (1865–1916), Schriftstellerin, Frauenrechtlerin |
| Britzer Allee                   | 29. Jan. 1842 | 13. Aug. 2010    | → Chris-Gueffroy-Allee | als Straße auch in Neukölln Verbindung zum südwestlichen Nachbarort |
| Cecilienstraße                  | 10. Feb. 1905 | 23. Jan. 1931    | – Braunweg | Auf Beschluss der Gemeindevertretung Treptow nach der Kronprinzessin Cecilie benannt.                                                                                                  |
| Elisabeth-Schiemann-Straße      | vorgesehen    | nicht ausgeführt | → Ligusterweg | Elisabeth Schiemann (1881–1972), Kulturpflanzenforscherin und Widerstandskämpferin gegen das NS-Regime                                                                                 |
| Freifläche XIII                 | Plan          | 20. März 1929    | → Hohenbirker Weg | Angabe im Bebauungsplan |
| Gestellweg                      | um 1810       | 29. Jan. 1842    | → Eichbuschallee | Gestell: alte Bezeichnung für eine Schneise. Gestellwege teilten den Wald in Jagen oder Schläge ein.                                                                                   |
| Interessentenweg                | vor 1960      | 1. Okt. 1996     | → Ligusterweg | Weg für Interessierte an Koloniegelände |
| Johannisthaler Chaussee         | nach 1912     | 20. Okt. 1932    | → Königsheideweg | Chaussee zum östlichen Nachbarort |
| Johannisthaler Chaussee (Britz) | vor 1911      | 20. Okt. 1932    | → Königsheideweg | Chaussee zum Nachbarort, vor dem Bau des Teltowkanals bis 1938 grenzte Britz weiter östlich                                                                                            |
| Kaiserstraße (Teil)             | 14. März 1905 | 20. Okt. 1932    | → Südostallee | zumeist in Johannisthal Wilhelm I (1797–1888), Deutscher Kaiser, König von Preußen |
| Kiefholzweg                     | 29. Jan. 1842 | 25. Nov. 1895    | → Kiefholzstraße | Kiefholz, hiesiges Waldstück |
| Kiehnwerderallee                | 29. Jan. 1842 | 24. Sep. 1997    | – als Straße aufgehoben | Ortsteil Plänterwald |
| Köpenicker Weg                  | 29. Jan. 1842 | um 1896          | → Köpenicker Landstraße | Verbindungsweg nach Köpenick |
| Lauerzeile                      | 11. Dez. 1940 | 31. Juli 1947    | → Wohlgemuthstraße | Gustav von Lauer (1808–1889), Mediziner |
| Parkstraße (Johannisthal)       | 1892          | 20. Okt. 1932    | → Königsheideweg | Johannisthal |
| Rixdorf-Canner-Kreischaussee    | 29. Jan. 1842 | 13. Mai 1930     | → Forsthausallee | auch in Neukölln gelegen, Verbindung zum historischen Forsthaus Canne |
| Separationsweg XI               | um 1850       | nach 1880        | → Heidekampweg | Separation – Vorformen der heutigen Flurbereinigung |
| Straße 4                        | Plan          | 19. März 1905    | – Cecilienstraße | östlich der Baumschulenstraße |
| Straße 6                        | Plan          | 18. Okt. 2010    | → Bodelschwinghstraße | westlich der Baumschulenstraße |
| Straße 7                        | Plan          | 19. Okt. 1909    | → Frauenlobstraße | westlich der Baumschulenstraße |
| Straße 9                        | Plan          | 17. Mai 1930     | → Rinkartstraße | westlich der Baumschulenstraße |
| Straße 10                       | Plan          | 9. Sep. 1904     | → Schraderstraße | westlich der Baumschulenstraße |
| Straße 12                       | Plan          | 9. Sep. 1904     | → Mörikestraße | westlich der Baumschulenstraße |
| Straße 12                       | Plan          | 3. Aug. 1903     | → Späthstraße | Späthsfelde gehörte bis 1938 zum Bezirk Neukölln |
| Straße 13                       | Plan          | 9. Sep. 1904     | → Wohlgemuthstraße | westlich der Baumschulenstraße |
| Straße 16                       | Plan          | 28. Okt. 1899    | → Mosischstraße | westlich der Baumschulenstraße |
| Straße 16                       | Plan          | 19. Okt. 1906    | → Trojanstraße | westlich der Baumschulenstraße |
| Straße 19                       | Plan          | 1. Okt. 1996     | → Ligusterweg | Siedlung Späthsfelde |
| Straße 22                       | Plan          | 10. Feb. 1905    | → Glanzstraße | östlich der Baumschulenstraße |
| Straße 22a                      | Plan          | 19. Okt. 1906    | → Stormstraße | westlich der Baumschulenstraße |
| Straße 23                       | Plan          | 10. Feb. 1905    | → Scheiblerstraße | östlich der Baumschulenstraße |
| Straße 23a                      | Plan          | 19. Okt. 1906    | → Eschenbachstraße | westlich der Baumschulenstraße |
| Straße 24                       | Plan          | 8. Okt. 1909     | → Ekkehardstraße | westlich der Baumschulenstraße |
| Straße 32                       | Plan          | 16. Aug. 1928    | → Hänselstraße | Eine Hänselstraße wurde schon vorher in Neukölln angelegt. |
| Straße 49                       | Plan          | 12. Apr. 1905    | – Brahnauer Straße | |
| Straße 50                       | Plan          | 17. Mai 1930     | → Radenzer Straße | |
| Straße 54                       | Plan          | 17. Mai 1930     | → Dornbrunner Straße | |
| Straße 55                       | Plan          | 12. Apr. 1905    | → Frauenlobstraße | westlich der Baumschulenstraße |
| Straße 59                       | Plan          | 17. Mai 1930     | → Hallberger Zeile | |
| Straße 61                       | Plan          | 9. Nov. 1926     | → Ludwig-Klapp-Straße | westlich der Baumschulenstraße |
| Straße 65                       | Plan          | um 1935          | | zwischen der Sonnenallee und der Forsthausallee eingetragen |
| Straße 67                       | Plan          | 9. Aug. 1929     | → Gondeker Straße | |
| Straße 80                       | um 1935       | nach 1943        | zwischen Sonnenallee und einem (heutigen) westlichen Arm des Heidekampwegs gelegen. 1943 ist sie als linksseitige Querstraße der Braunauer Straße Ecke Grundstück 371 (somit zu Baumschulenweg gehörig) zwischen »Gemarkung Neukölln« und dem Heidekampweg aufgeführt. Gegenüber ist die Straße 86 rechts von der Braunauer Straße abgehend zwischen Braunauer Straße 378 und 382 notiert. | |
| Straße 85                       | Plan          | 16. Aug. 1928    | → Sonnenallee | |
| Straße 90                       | Plan          | 24. Sep. 1936    | → Alpenrosenweg | Späthsfelde gehörte bis 1938 zum Bezirk Neukölln |
| Straße 91                       | Plan          | 24. Sep. 1936    | → Mahonienweg | Späthsfelde gehörte bis 1938 zum Bezirk Neukölln |
| Straße 93                       | Plan          | 24. Sep. 1936    | → Berberitzenweg | Späthsfelde gehörte bis 1938 zum Bezirk Neukölln |
| Straße 94                       | Plan          | 24. Sep. 1936    | → Späthsfelder Weg | Späthsfelde gehörte bis 1938 zum Bezirk Neukölln |
| Straße 95                       | Plan          | 24. Sep. 1936    | → Thujaweg | Späthsfelde gehörte bis 1938 zum Bezirk Neukölln |
| Straße 213                      | Plan          | 20. März 1929    | → Schöntaler Weg | |
| Straße C                        | Plan          | 9. Aug. 1929     | → Güldenhofer Ufer | Uferstraße am Britzer Kanal |

## Weitere Örtlichkeiten in Baumschulenweg

### Kleingartenanlagen

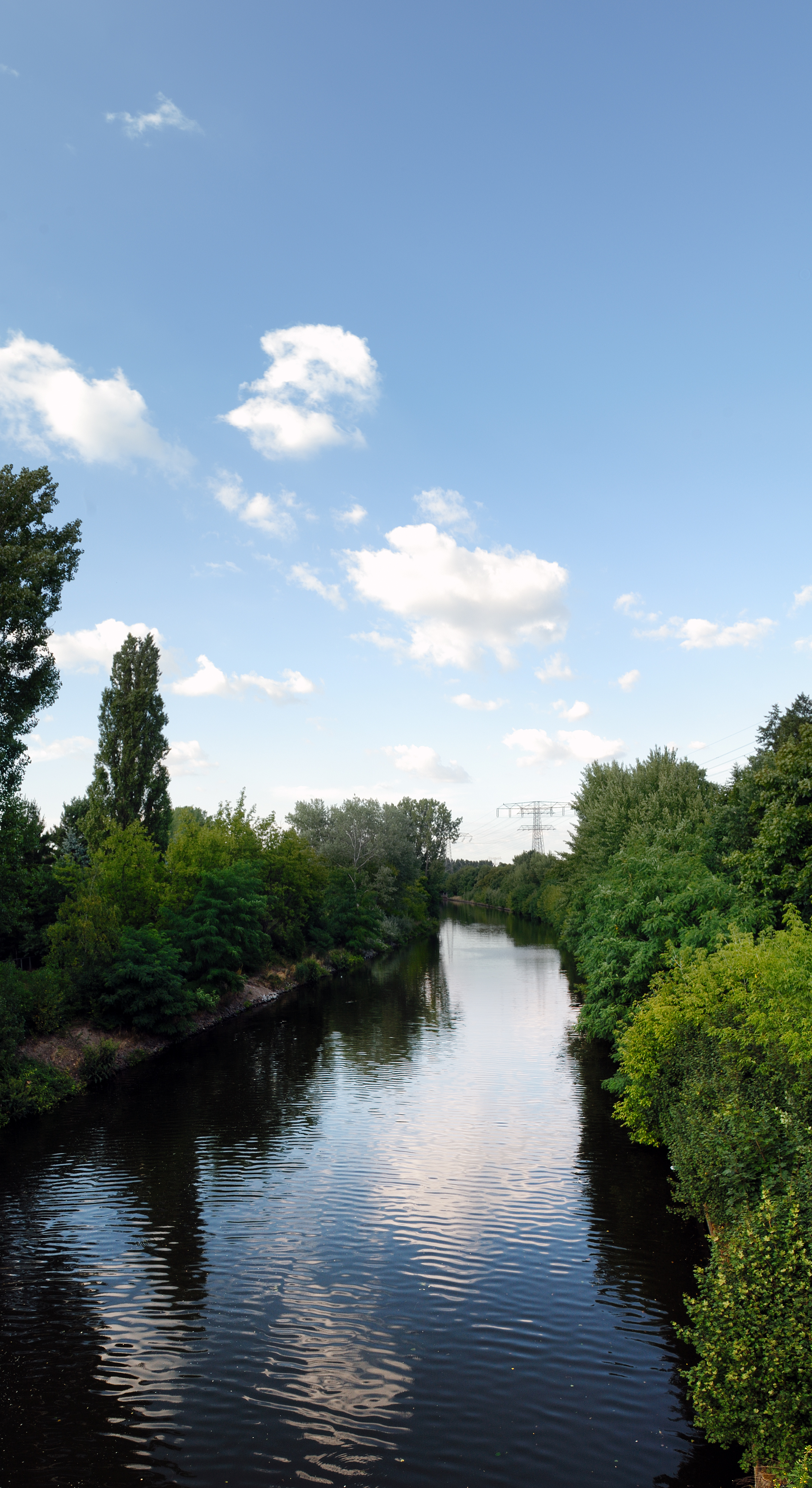
Britzer Verbindungskanal

Die Wege der Kleingärten sind meist Wege, die das Kriterien Straße nicht erfüllen oder als Privatstraßen nicht öffentlich gewidmet sind. Andererseits sind oft Wege in Kleingartenanlagen postalische Adressen. In Baumschulenweg, südlich der Königsheide und im Winkel zwischen Britzer Zweigkanal und Teltowkanal (Ersterer hier und der andere auf voller Länge nicht im Ortsteil) gibt es Gartenkolonien, die durch das Berliner Kleingartengesetz (fiktive) Dauernutzungskolonien sind. Andererseits wurden beim Bau der Bundesautobahn 113 mit der Anschlussstelle 2 (Späthstraße) und ihren Ausgleichsanlagen, die im anliegenden Autobahnabschnitt auf Baumschulenweger Flur liegen, die Interessen der Allgemeinheit höher bewertet als der Besitzstand eines Kleingartens. Im Ortsteil befinden sich zwölf Prozent der Kleingärten des Bezirks.
| Kleingartenanlage, Kolonie, Siedlung | Fläche Hektar | Anzahl Parzellen | Bestandsstatus                                                                            | Anmerkungen                                                                                   | Gründungsjahr |
| ------------------------------------ | ------------- | ---------------- | ----------------------------------------------------------------------------------------- | --------------------------------------------------------------------------------------------- | ------------- |
| Aprikosensteig (Lage)                | 00014.405     | 00030            | kein Dauerbestand                                                                         | privat                                                                                        |               |
| Baumfreunde (Lage)                   | 00008.723     | 00018            | fiktive Dauerkleingärten                                                                  | landeseigen dazu Straße 16                                                                    | 1987          |
| Blumenhain (Lage)                    | 00019.378     | 00042            | fiktive Dauerkleingärten                                                                  | landeseigen, ein Dauernutzer                                                                  |               |
| Britzer Allee (Lage)                 | 00049.527     | 00127            | fiktive Dauerkleingärten                                                                  | landeseigen, ein Dauernutzer                                                                  | 1912          |
| Buckersberg (Lage)                   | 00035.467     | 00075            | fiktive Dauerkleingärten                                                                  | landeseigen                                                                                   |               |
| Eigene Scholle (Lage)                | 00018.235     |                  | ??                                                                                        |                                                                                               |               |
| Eintracht (Lage)                     | 00023.018     |                  | ??                                                                                        |                                                                                               |               |
| Felsenfest (Lage)                    | 00008.113     | 00011            | ??                                                                                        |                                                                                               |               |
| Formosa (Lage)                       | 00015.538     | 00014            | ??                                                                                        |                                                                                               |               |
| KGA Forsthausallee (Lage)            | 00016.580     | 00043            | Die Anlage ist bis nach 2025 dauerhaft gesichert, danach soll eine Wohnbebauung erfolgen. | landeseigen                                                                                   |               |
| Frohsinn (Lage)                      | 00038.467     | 00067            | fiktive Dauerkleingärten                                                                  | landeseigen, 4 Dauernutzer                                                                    |               |
| Gemütliches Heim (Lage)              | 00090.624     | 00188            | fiktive Dauerkleingärten                                                                  | landeseigen, 22 Dauernutzer                                                                   | 1919          |
| Gemütlichkeit III (Lage)             | 00057.083     | 00136            | kein Dauerbestand                                                                         | landeseigen aber 28 Parzellen auf 10.631 m² privat 5 Dauernutzer dazu Straße 16               | 1902          |
| Goldweide (Lage)                     | 00055.306     | 000118           | fiktive Dauerkleingärten                                                                  | landeseigen, 11 Dauernutzer                                                                   |               |
| Harmonie (Lage)                      | 00030945      | 00076            | kein Dauerbestand                                                                         | landeseigen aber 26 Parzellen auf 9.310 m² privat dazu Straße 16                              |               |
| Heide am Wasser (Lage)               | 0017.1513     | 00267            | fiktive Dauerkleingärten                                                                  | landeseigen, 19 Dauernutzer Nach dem Bau des Teltowkanals ist hier der Wasserstand niedriger. |               |
| Heimatscholle (Lage)                 | 00018162      | 00046            | ??                                                                                        |                                                                                               |               |
| Hermannsruh (Lage)                   | 00047.033     | 00090            | fiktive Dauerkleingärten                                                                  | landeseigen, 7 Dauernutzer                                                                    |               |
| KGA Holderbusch (Lage)               | 00018.162     | 00009            | ??                                                                                        |                                                                                               |               |
| KGA Holunderbusch (Lage)             | 00087.746     | 00159            | ??                                                                                        | dazu Straße 16                                                                                |               |
| KGA Immergrün (Lage)                 | 00016.882     | 00029            | ??                                                                                        |                                                                                               |               |
| KGA Kuckucksheim II (Lage)           | 00034.005     | 00076            | ??                                                                                        | dazu Straße 16                                                                                | 1922          |
| KGA Lakegrund (Lage)                 | 00010.900     | 00034            | Die Anlage ist bis nach 2025 dauerhaft gesichert, danach soll eine Wohnbebauung erfolgen. | landeseigen                                                                                   |               |
| KGA Lerchenhöhe (Lage)               | 00017.107     | 00052            | kein Dauerbestand                                                                         | landeseigen, 3 Dauernutzer dazu Straße 16                                                     |               |
| KGA Lindental (Oase) (Lage)          | 00048.255     | 00079            | fiktive Dauerkleingärten                                                                  | landeseigen, 4 Dauernutzer                                                                    | 1922          |
| KGA Mariengrund (Lage)               | 00028.972     | 00082            | Die Anlage ist bis nach 2025 dauerhaft gesichert, danach soll eine Wohnbebauung erfolgen. | landeseigen aber 12 Parzellen auf 6.106 m² privat                                             | 1919          |
| KGA Meran (Einigkeit) (Lage)         | 00011.352     | 00030            | ??                                                                                        |                                                                                               |               |
| KGA Morgensonne (Lage)               | 00025.460     | 00053            | ??                                                                                        |                                                                                               | 1927          |
| KGA Naturfreunde (Lage)              | 00005.485     | 00016            | kein Dauerbestand                                                                         | landeseigen                                                                                   |               |
| KGA Neu-Seeland (Lage)               | 00038.633     | 00070            | fiktive Dauerkleingärten                                                                  | landeseigen, 3 Dauernutzer                                                                    | 1897          |
| KGA Oberer Damm (Lage)               | 00054.059     | 00113            | ??                                                                                        | landeseigen                                                                                   |               |
| KGA Silberlinde (Lage)               | 00027.006     | 00078            | fiktive Dauerkleingärten                                                                  | landeseigen                                                                                   | 1910          |
| KGA Späthstraße (Lage)               | 00014.347     | 00030            | ??                                                                                        | landeseigen                                                                                   | 1932          |
| KGA Späthswalde (Lage)               | 00058.395     | 00113            | fiktive Dauerkleingärten                                                                  | landeseigen, 9 Dauernutzer                                                                    |               |
| KGA Treidelweg (Lage)                | 00012.674     | 00015            | ??                                                                                        | Hier verlief bis um 1944 eine Treidelbahn am Teltowkanal entlang.                             | 1927          |
| KGA Zur Linde (Lage)                 | 00060.800     | 00145            | Die Anlage ist bis 2025 dauerhaft gesichert, danach soll eine Wohnbebauung erfolgen.      | landeseigen aber 15 Parzellen auf 3.012 m² privatem Land                                      | 1887          |

### Freiflächen
- Späth'sche Baumschule (Lage) mit ihren benachbarten Pflanzflächen (Lage) und dem Arboretum (Lage).
- Alter Städtischer Friedhof (Lage) mit dem Krematorium Baumschulenweg
- Neuer Städtischer Friedhof Baumschulenweg (Lage)
- Sportanlagen
  - Willi-Sänger-Sportanlage (Lage)
  - Sportanlage am Rodelberg[34] (Lage)

### Verkehrsflächen
- Görlitzer Bahn mit dem Bahnhof Berlin-Baumschulenweg (Lage), dazu die Bahnstrecke Neukölln, mit mehreren S-Bahnlinien
- Britzer Zweigkanal zwischen dem Zufluss Heidekampgraben (Lage) und der Spree (Lage)
- Bundesautobahn 113 mit der Anschlussstelle Späthstraße (Lage) und dem Rückhaltebecken (Lage), einer Ausgleichsmaßnahme vom Autobahnbau.

| Straßen- nummer | Bezeichnung                           | Fahrbahn      | Ortsangabe Richtung                               | Stufe StEP Straßenverbindung | Klasse OKSTRA | Länge (m) |
| --------------- | ------------------------------------- | ------------- | ------------------------------------------------- | ---------------------------- | ------------- | --------- |
| 99457           | ZB Dresden AS Späthstraße             | Hauptfahrbahn | > Süd                                             | I: großräumig                | A             | 0630      |
| 99458           | ZB Dresden AS Späthstraße             | Hauptfahrbahn | > Nord                                            | I: großräumig                | A             | 0620      |
| 99459           | ZB Dresden                            | Hauptfahrbahn | AS Späthstraße und AS Johannisthaler Chaussee     | I: großräumig                | A             | 1200      |
| 99460           | ZB Dresden                            | Hauptfahrbahn | AS Johannisthaler Chaussee und AS Späthstraße     | I: großräumig                | A             | 1140      |
| 99463           | ZB Dresden AS Johannisthaler Chaussee | Hauptfahrbahn | > Süd                                             | I: großräumig                | A             | 0510      |
| 99464           | ZB Dresden AS Johannisthaler Chaussee | Hauptfahrbahn | > Nord                                            | I: großräumig                | A             | 0560      |
| 99467           | ZB Dresden                            | Hauptfahrbahn | AS Johannisthal Chaussee und AS Stubenrauchstraße | I: großräumig                | A             | 0530      |
| 99462           | ZB Dresden AS Johannisthaler Chaussee | Einfahrt      | von Johannisthal Chaussee Ost                     | II: übergeordnet             | A             | 0330      |
| 99453           | ZB Dresden AS Späthstraße             | Ausfahrt      | nach Späthstraße West                             | II: übergeordnet             | A             | 0330      |
| 99454           | ZB Dresden AS Späthstraße             | Einfahrt      | von Späthstraße Ost                               | II: übergeordnet             | A             | 0330      |
| 99455           | ZB Dresden AS Späthstraße             | Ausfahrt      | nach Späthstraße Ost                              | II: übergeordnet             | A             | 0300      |
| 99456           | ZB Dresden AS Späthstraße             | Einfahrt      | von Späthstraße West                              | II: übergeordnet             | A             | 0310      |
| 99461           | ZB Dresden AS Johannisthaler Chaussee | Ausfahrt      | nach Johannisthaler Chaussee West                 | II: übergeordnet             | A             | 0280      |